# Große Tulln
Große Tulln är ett vattendrag i Österrike.   Det ligger i förbundslandet Niederösterreich, i den nordöstra delen av landet, 29 km nordväst om huvudstaden Wien.
Trakten runt Große Tulln består till största delen av jordbruksmark. Runt Große Tulln är det ganska tätbefolkat, med 179 invånare per kvadratkilometer.